# James Jay Archer

James Jay Archer

James Jay Archer (* 19. Dezember 1817 in Bel Air, Maryland; † 24. Oktober 1864 in Richmond, Virginia) war ein Brigadegeneral der Konföderierten im Sezessionskrieg.

## Leben
Am 16. März 1861 trat er als Captain in die reguläre Armee der Konföderierten ein und wurde bald darauf zum Colonel des 5. Texas-Regiments befördert. Nach der Schlacht von Seven Pines am 31. Mai und 1. Juni 1862 wurde Archer zum Brigadegeneral befördert und bekam das Kommando über eine Brigade in der Division von General Ambrose Powell Hill. Mit seiner Brigade kämpfte er am 26. Juni 1862 bei der Schlacht von Mechanicsville, am 9. August 1862 in der Schlacht am Cedar Mountain, am 26. August 1862 bei Manassas Junction. Vom 12.–15. September 1862 nahm er auch an der Schlacht bei Harpers Ferry teil und vom 11.–15. Dezember 1862 an der Schlacht von Fredericksburg. Dazwischen unterstützte er General Robert Edward Lee am 17. September bei der Schlacht von Antietam.
Zu Beginn der Schlacht von Gettysburg geriet Archer am 1. Juli 1863 in Gefangenschaft und wurde in Ohio inhaftiert. Im Sommer 1864 wieder in die Freiheit entlassen, übernahm er sofort nach seiner Rückkehr wieder das Kommando über eine Brigade der Army of Northern Virginia, die er bis zu seinem Tod am 24. Oktober 1864 befehligte.